# Zen 2
Zen je kodno ime za naslednika AMD-ovih Zen (mikroarhitektura) i Zen + mikroarhitektura, proizvedenih na 7 nanometarskom čvoru iz TSMC-a i napaja treću generaciju Rajzen procesora, poznatih kao Rajzen 3000 uglavnom za čipove desktop sistema i Threadripper 3000 za high-end desktop sisteme Rajzen 3000 serija procesora je izbačena 7. jula, 2019, . CPU-ovi serije Rajzen 3000 objavljeni su 7. jula 2019. godine, dok su procesorski procesori Epic na serveru zasnovani na Zen 2 (kodno ime „Rome“) objavljeni 7. avgusta 2019. Dodatni Rizen 9 3950X bi trebao biti objavljen u novembru 2019.
Očekivalo se da će Zen 2 doneti porast uputstava po satu preko Zen-a, ali ni približno toliko velik kao skok sa bagera na Zen, a prema userbenchmark.com znači oko 13% porast IPC-a  preko Zen +.  Na sajmu potrošačke elektronike 2018 (CES) AMD je potvrdio da je dizajn Zen 2 završen; međutim, njegovo objavljivanje nije najavljeno za 2018. godinu, što bi vodeće analitičare predviđalo datum izlaska za 2019. godinu.
Zen 2 uključuje hardversko ublažavanje sigurnosne ranjivosti Spectre.  EPIC serveri zasnovani na Zen 2 koriste dizajn u kojem se više CPU-ova (do osam ukupno) proizvedenih na 7 nm procesu („čipleti“) kombinuju sa 14 nm I / O matricom na svakom MCM paketu. Koristeći to, podržana su do 64 fizička jezgra i 128 ukupnih računarskih niti (uz istovremeno multithreading) po utičnici. Na CES-u za 2019. AMD je pokazao Rizen inženjerski uzorak treće generacije koji sadrži jedan kilet sa osam jezgara i 16 niti. Lisa Su je takođe rekla da očekuje više od osam jezgara u finalnom sastavu. Na Computek 2019 AMD je otkrio da će Zen 2 "Matisse" čipovi imati do 12 jezgara, a nekoliko nedelja kasnije 16 jezgarna čipa je takođe otkriveno na E3 2019.

## Dizajn
Zen 2 je značajno odstupanje od paradigme fizičkog dizajna prethodnih AMD-ovih arhitektura, Zen (mikroarhitektura) i Zen +. Zen 2 prelazi na više-čip modul dizajn gde su I / O komponente CPU-a položene na vlastiti, odvojeni kalup, što se u ovom kontekstu naziva i čipsetom. Ovo razdvajanje ima koristi u skalabilnosti i obradivosti. Pošto fizička sučelja ne mogu da se razmeštaju sa smanjenjem tehnološke procese, njihovo razdvajanje na različite matrice omogućava da se te komponente proizvedu koristeći veće, zrelije procesne čvorove od CPU-a. CPU matrice (koje AMD naziva Core Complek Dies ili CCD) sada kompaktniji zbog premeštanja I / O komponenata na drugu matricu mogu se proizvesti korišćenjem manjeg procesa sa manje proizvodnih nedostataka nego što bi to pokazao veći monolitni kalup . Pored toga, centralni I / O matrica može servisirati više čipića, što olakšava konstrukciju procesora s velikim brojem jezgara.

Pojednostavljena ilustracija mikroarhitekture Zen 2
Uz Zen 2, svaki CPU procesor sadrži 8 jezgara, raspoređenih u dva jezgra (CCKS) od po 4 jezgre. Ovi čipići su proizvedeni korišćenjem TSMC-ovog 7 nanometrskog čvora i veličine su oko 74 do 80 mm². [ Čiplet ima oko 3,9 milijardi tranzistora, dok je 12 nm IOD (I / O Die) ~ 125 mm² i ima 2,09 milijardi tranzistora. Količina L3 keša je udvostručena na 32 MiB, a svaka jezgra na 8-jezgrenom čipetu sada ima pristup 4 MiB L3 u odnosu na 2 MiB Zen i Zen +. [20] AVKS2 je sada u potpunosti podržan, sa povećanjem širine izvršne jedinice sa 128-bitnog na 256-bitnog.
Postoji više varijanti I / O matrice: jedna je proizvedena na GlobalFoundries 14 nanometarskom postupku, a druga proizvedena korišćenjem 12-nanometarskog postupka iste kompanije. 14 nanometarskih matrica ima više karakteristika i koristi se za EPIC Rome procesore, dok se 12 nm verzije koriste za potrošačke procesore.

### Novi dodaci
- Neke nove ekstenzije skupa instrukcija: VBNOINVD, CLVB, RDPID.[14]
- Ublažavanje hardvera protiv špekulativne izloženosti prodavnice Specter V4. [15]

## Proizvodi
26. maja 2019. AMD je najavio šest desktop 2 procesora zasnovanih na Zen 2. Oni uključuju 6-jezgrene i 8-jezgrene inačice u proizvodnim linijama Rizen 5 i Rizen 7, kao i novu Rizen 9 liniju koja uključuje prve kompanije sa 12-jezgrenim i 16-jezgrenim mainstream desktop procesorima.
AMD-ova druga generacija EPIC procesora, poznata kao Rim, ima do 64 jezgre i lansirana je 7. avgusta 2019.

### Desktop procesori
| Model                  | Datum izlaska & Cena       | Vise jezgarni procesor\|Jezgra/ Logička jezgra | Radni takt procesora (GHz) | Radni takt procesora (GHz) | Keš             | Keš              | Keš         | Podnožje procesora | PCI-E linija | Memoriska Podrška         | TDP         |
| Model                  | Datum izlaska & Cena       | Vise jezgarni procesor\|Jezgra/ Logička jezgra | Glavni                     | Pojačani                   | L1              | L2               | L3          | Podnožje procesora | PCI-E linija | Memoriska Podrška         | TDP         |
| Popularniji            | Popularniji                | Popularniji                                    | Popularniji                | Popularniji                | Popularniji     | Popularniji      | Popularniji | Popularniji        | Popularniji  | Popularniji               | Popularniji |
| ---------------------- | -------------------------- | ---------------------------------------------- | -------------------------- | -------------------------- | --------------- | ---------------- | ----------- | ------------------ | ------------ | ------------------------- | ----------- |
| Ryzen 5 3500X          | Oktobar 8, 2019 U Kini OEM | 6 (6)                                          | 3.6                        | 4.1                        | 64 KB Po jezgru | 512 KB Po jezgru | 32 MB       | AM4                | 24           | DDR4-3200 Dvostruki-kanal | 65 W        |
| Ryzen 5 3600           | 7. Jul, 2019 US $199       | 6 (12)                                         | 3.6                        | 4.2                        | 64 KB Po jezgru | 512 KB Po jezgru | 32 MB       | AM4                | 24           | DDR4-3200 Dvostruki-kanal | 65 W        |
| Ryzen 5 Pro 3600       | Septembar 30, 2019 OEM     | 6 (12)                                         | 3.6                        | 4.2                        | 64 KB Po jezgru | 512 KB Po jezgru | 32 MB       | AM4                | 24           | DDR4-3200 Dvostruki-kanal | 65 W        |
| Ryzen 5 3600X          | 7. Jul, 2019 US $249       | 6 (12)                                         | 3.8                        | 4.4                        | 64 KB Po jezgru | 512 KB Po jezgru | 32 MB       | AM4                | 24           | DDR4-3200 Dvostruki-kanal | 95 W        |
| Sa bolim performansama |                            |                                                |                            |                            |                 |                  |             |                    |              |                           |             |
| Ryzen 7 Pro 3700       | Septembar 30, 2019 OEM     | 4.4                                            | 8 (16)                     | 3.6                        | 64 KB Po jezgru | 512 KB Po jezgru | 32 MB       | AM4                | 24           | DDR4-3200 Dvostuki-kanal  | 65 W        |
| Ryzen 7 3700X          | 7. Jul, 2019 US $329       | 4.4                                            | 8 (16)                     | 3.6                        | 64 KB Po jezgru | 512 KB Po jezgru | 32 MB       | AM4                | 24           | DDR4-3200 Dvostuki-kanal  | 65 W        |
| Ryzen 7 3800X          | 7. Jul, 2019 US $399       | 3.9                                            | 8 (16)                     | 4.5                        | 64 KB Po jezgru | 512 KB Po jezgru | 32 MB       | AM4                | 24           | DDR4-3200 Dvostuki-kanal  | 105 W       |
| Enthusiast             |                            |                                                |                            |                            |                 |                  |             |                    |              |                           |             |
| Ryzen 9 3900           | 8. Oktobar, 2019 OEM       | 12 (24)                                        | 3.1                        | 4.3                        | 64 KB Po jezgru | 512 KB Po jezgru | 64 MB       | AM4                | 24           | DDR4-3200 Dvostuki-kanal  | 65 W        |
| Ryzen 9 Pro 3900       | 30. Septembar, 2019 OEM    | 12 (24)                                        | 3.1                        | 4.3                        | 64 KB Po jezgru | 512 KB Po jezgru | 64 MB       | AM4                | 24           | DDR4-3200 Dvostuki-kanal  | 65 W        |
| Ryzen 9 3900X          | 7. Jul, 2019 US $499       | 12 (24)                                        | 3.8                        | 4.6                        | 64 KB Po jezgru | 512 KB Po jezgru | 64 MB       | AM4                | 24           | DDR4-3200 Dvostuki-kanal  | 105 W       |
| Ryzen 9 3950X          | 25. Novembar, 2019 US $749 | 16 (32)                                        | 3.5                        | 4.7                        | 64 KB Po jezgru | 512 KB Po jezgru | 64 MB       | AM4                | 24           | DDR4-3200 Dvostuki-kanal  | 105 W       |

## Napomene
1. ↑  AMD in its technical documentation uses KB, which it defines as Kilobyte and as equal to 1024 bytes, and MB, which it defines as Megabyte and as equal to 1024 KB.[16]

## Spoljašnje veze
- Ryzen Processors –  AMD